# Château de Saint-Pastour
Le château de Saint-Pastour est un château fort situé à Saint-Pastour, dans le département de Lot-et-Garonne en région Nouvelle-Aquitaine.

## Historique
La bastide de Saint-Pastour a été fondée par Alphonse de Poitiers en 1259. Le roi d'Angleterre Édouard Ier, duc d'Aquitaine devient  suzerain de l'Agenais par le traité d'Amiens, en 1279. La défense de Saint-Pastour, à la limite du XIIIe siècle-XIVe siècle a d'abord été assurée par son site. 
La ville est encore favorable au roi d'Angleterre en 1315, mais elle lutte contre ces derniers à partir des années 1350.
Le château de Saint-Pastour est implanté à l'angle nord-ouest de l'enceinte. Celle-ci a été construite après 1350. Les murs du château ou maison forte qui se trouvent contre l'enceinte sont probablement contemporains de sa construction. 
Les percements qu'on peut voir sur la rue du château ne sont pas antérieurs à la fin du XVe siècle. Les éléments défensifs, comme les canonnières, ont dû être réalisés pendant les guerres de religion. 
L'édifice est ruiné depuis longtemps. Le deuxième étage a disparu à une date inconnue.
Le château a été inscrit au titre des monuments historiques en 30 mai 1990,.

## Présentation
Le château a été construit dans l'angle nord-ouest de l'enceinte de Saint-Pastour.